# ニール・マレー
ニール・マレー（Niel Marais、1992年1月21日 - ）は、南アフリカ共和国出身のラグビーユニオン選手。

## プロフィール
- ポジションはスタンドオフ(SO)、センター(CTB)。
- 身長 182cm、体重 100kg

## 略歴
グレイ高校、フリーステート大学、チーターズを経て、2018年、ヤマハ発動機ジュビロに加入。同年9月15日に行われたジャパンラグビートップリーグ第3節のHonda HEAT戦にて先発出場で日本での公式戦初出場を果たす。
2019年、ヤマハ発動機ジュビロを退団した。